# Ессекс (Іллінойс)
Ессекс (англ. Essex) — селище (англ. village) в США, в окрузі Канкакі штату Іллінойс. Населення — 841 особа (2020).

## Географія
Ессекс розташований за координатами 41°10′59″ пн. ш. 88°11′33″ зх. д. / 41.18306° пн. ш. 88.19250° зх. д. (41.183053, -88.192367).  За даними Бюро перепису населення США в 2010 році селище мало площу 6,49 км², з яких 6,42 км² — суходіл та 0,07 км² — водойми. В 2017 році площа становила 6,09 км², з яких 6,03 км² — суходіл та 0,07 км² — водойми.

## Демографія
Згідно з переписом 2010 року, у селищі мешкали 802 особи в 287 домогосподарствах у складі 230 родин. Густота населення становила 124 особи/км².  Було 301 помешкання (46/км²).
Расовий склад населення:
| - 96,3 % — білих - 0,5 % — азіатів - 0,2 % — чорних або афроамериканців - 0,1 % — вихідців з тихоокеанських островів - 0,1 % — корінних американців |

До двох чи більше рас належало 2,1 %. Частка іспаномовних становила 1,5 % від усіх жителів.
За віковим діапазоном населення розподілялося таким чином: 27,1 % — особи молодші 18 років, 60,3 % — особи у віці 18—64 років, 12,6 % — особи у віці 65 років та старші. Медіана віку мешканця становила 39,3 року. На 100 осіб жіночої статі у селищі припадало 104,1 чоловіків;  на 100 жінок у віці від 18 років та старших — 99,0 чоловіків також старших 18 років.
Середній дохід на одне домашнє господарство  становив 72 079 доларів США (медіана — 62 500), а середній дохід на одну сім'ю — 77 649 доларів (медіана — 69 583). Медіана доходів становила 60 962 долари для чоловіків та 32 917 доларів для жінок. За межею бідності перебувало 8,6 % осіб, у тому числі 5,3 % дітей у віці до 18 років та 2,5 % осіб у віці 65 років та старших.
Цивільне працевлаштоване населення становило 362 особи. Основні галузі зайнятості: освіта, охорона здоров'я та соціальна допомога — 22,7 %, мистецтво, розваги та відпочинок — 17,4 %, транспорт — 15,2 %.